# Nelson hold
Nelson hold é um movimento de grappling hold que é executado por trás do adversário, em geral, acontece quando ambos estão com a face para baixo e com o adversário sob o agressor. Um ou ambos braços são usados para cercar o braço do adversário sob a axila, e fixado no pescoço do adversário. Existem vários tipos diferentes desse movimento e podem ser classificados de acordo com o posicionamento do(s) braço(s) de quem aplica. Um nelson hold é usado para controlar um adversário, fazer uma submissão ou para colocá-lo de costas para executar um pin.
O termo "nelson" é derivada de "full nelson", que remonta ao início do século XIX. Sugere-se que ele foi nomeado em homenagem ao herói de guerra, o  almirante britânico Horatio Nelson, que usou estratégias baseadas em cercar o adversário para vencer a Batalha do Nilo e a Batalha de Trafalgar, mas sua verdadeira origem permanece incerta.

## Variações

### Quarter nelson
O quarter nelson envolve colocar uma mão no pescoço do adversário, passando o braço livre sob o braço adversário, e pressionar o braço adversário com o braço livre apertando o pulso do braço que está segurando o pescoço. No wrestling o quarter nelson pode ser usado para garantir um  pin, ou para controlar o adversário e avançar para uma posição de melhor domínio.

### Half nelson

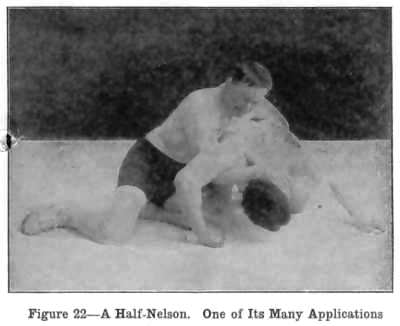
Half nelson.

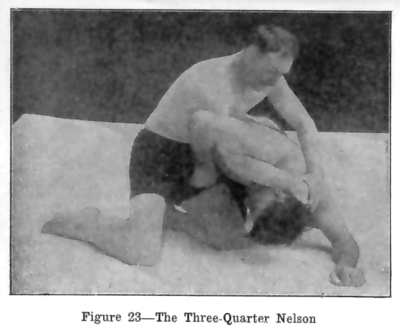
Power half nelson.

O half nelson é referido pela maioria dos treinadores o mais fácil, porém é mais eficaz no folkstyle wrestling e é comumente utilizado. O half nelson é feito usando apenas uma mão, passando-a sob o braço do adversário e travando a mão no pescoço do adversário. Além disso, a mão livre deve estar segurando o outro pulso do adversário de modo que não possa livrar-se do half nelson.
Um power half nelson é um tipo de half nelson que a mão livre é utilizada para aplicar uma força maior, aumentando a potência do half nelson.
Quando a Half Nelson é posto em prática, ele é muito utilizado para colocar o adversário de costas. Isso é feito usando a mão para pressionar o pescoço do adversário para baixo, enquanto estiver usando o braço sob os ombros do adversário para levantar o ombro e conduzi-lo perpendicularmente ao corpo do adversário.
Quando o adversário for virado de costas, o agressor tenta fazer o pin apertando-o no pescoço, colocando o nelson de forma mais contundente, de forma que o cotovelo do agressor é ligado ao pescoço do oponente. Muitas vezes o agressor permanece perpendicular ao adversário, peito a peito. A mão livre do agressor é utilizada para minimizar o alcance da sua perna ou virilha do adversário.

### Three-quarter nelson
Um Three-quarter nelson é feito através da realização de um half nelson utilizando uma mão, e passando a outra mão por baixo do oponente a partir do mesmo lado. A mão que passa vai sob o pescoço oponente e ao redor do lado oposto ao topo do pescoço, onde ele está bloqueado com a outra mão ao redor do pescoço, no pulso ou usando um palm-to-palm ou entrelaçando os dedos com aderência. Um Three-quarter nelson podem ser utilizado no wrestling para fazer o pin no adversário, e é mais seguro do que uma half nelson.

## Ligações Externas
- WRESTLING HOLDS Imagens dos tipos de Nelson Hold.